# مینه‌تریستا (مینه‌سوتا)
{{Infobox settlement
|official_name=Minnetrista, Minnesota
|settlement_type=شهر
|nickname=
|motto=

|image_skyline=
|imagesize=
|image_caption=
|image_flag=
|image_seal=

|image_map=MinnetristaHennepin.PNG
|mapsize=250px
|map_caption=Location of Minnetrista
within Hennepin County, Minnesota
|image_map1=
|mapsize1=
|map_caption1=

|coordinates_display=inline,title
|coordinates_region=US-MN
|subdivision_type=کشور
|subdivision_name=ایالات متحده آمریکا
|subdivision_type1=State
|subdivision_name1=مینه‌سوتا
|subdivision_type2=County
|subdivision_name2=Hennepin

|government_footnotes=
|government_type=
|leader_title=شهردار
|leader_name=Cheryl Fischer
|leader_title1=
|leader_name1=
|established_title=
|established_date=

|unit_pref=Imperial
|area_footnotes=
|area_magnitude=
|area_total_km2=79.67
|area_land_km2=66.87
|area_water_km2=12.79
|area_total_sq_mi=30.76
|area_land_sq_mi=25.82
|area_water_sq_mi=4.94

|population_as_of=سرشماری ۲۰۱۰ ایالات متحده امریکا
|population_est=6681
|pop_est_as_of=2012
|population_footnotes=
|population_total=6384
|population_density_km2=95.5
|population_density_sq_mi=247.3

|timezone=Central (CST)
|utc_offset=-6
|timezone_DST=CDT
|utc_offset_DST=-5
|elevation_footnotes=
|elevation_m=
|elevation_ft=
| مختصات = مختصات: عرض جغرافیایی وارد نشده‌است
متغیرهای نامعتبر در {{#coordinates:}} واردشده است.
مینه‌تریستا، مینه‌سوتا (به انگلیسی: Minnetrista, Minnesota) یک شهر در ایالات متحده آمریکا است که در شهرستان هنپین، مینه‌سوتا واقع شده‌است.

## خصوصیات
مینه‌تریستا ۷۹٫۶۷ کیلومترمربع مساحت و ۶٬۳۸۴ نفر جمعیت دارد.